# Гай Кассий Пармский
Гай Кассий Пармский (лат. Gaius Cassius Parmensis; умер в 31/30 году до н. э., Афины) — римский политический деятель, военачальник и поэт. Был в числе убийц Гая Юлия Цезаря, в последующей гражданской войне командовал флотом. Примкнул к Сексту Помпею, потом к Марку Антонию. После разгрома последнего был убит по приказу Октавиана.

## Биография
Гай Кассий принадлежал к плебейскому аристократическому роду Кассиев, представители которого в I веке до н. э. чаще всего носили когномен Лонгин (Longinus). Известно, что его отец носил преномен Квинт.
О жизни Гая Кассия до 44 года до н. э. нет надёжных данных. Существует предположение, что во время войны между Гаем Юлием Цезарем и помпеянской «партией» (49—45 годы до н. э.) он сражался на стороне последней. Аппиан рассказывает о некоем Кассии, который командовал частью помпеянского флота в 48 году до н. э. В Геллеспонте он случайно встретил Цезаря, после победы при Фарсале переправлявшегося на азиатский берег в маленьких лодках, и, хотя превосходство в силе было явно на его стороне, капитулировал. По мнению Аппиана, «Кассием овладел… особенный страх перед удачливостью Цезаря». Российский антиковед А. Егоров считает, что здесь речь идёт именно о Кассии Пармском.
В марте 44 года до н. э. Гай Кассий принял участие в убийстве Цезаря. Это один из 20 заговорщиков, известных поимённо. Позже он был избран квестором на следующий год и возглавил флот, поддерживавший у побережья Азии республиканца Гая Кассия Лонгина в его войне с цезарианцем Публием Корнелием Долабеллой. Проквестор Публий Корнелий Лентул Спинтер в своём донесении «консулам, преторам, народным трибунам, сенату, римскому народу и плебсу» от 29 мая 43 года до н. э. писал о направлявшемся к берегам Сирии огромном флоте Гая Кассия, «выдающегося гражданина и военачальника». Когда Лонгин и Марк Юний Брут сконцентрировали свои войска в Македонии, Кассий Пармский остался в Азии, чтобы собирать для своей «партии» деньги и людей. Триумвиры включили его в свой проскрипционный список наряду с другими своими врагами (ноябрь 43 года до н. э.).
После разгрома республиканцев при Филиппах флот Кассия Пармского, усиленный за счёт 30 кораблей, захваченных у Родоса (остальной родосский флот Кассий уничтожил), стал центром притяжения для беглецов. Собрав воедино ряд разрозненных военных формирований, Кассий увёл их в Сицилию, где присоединился к Сексту Помпею.
Когда Помпей потерпел полное поражение от Октавиана (36 год до н. э.), Кассий последовал за ним в Азию. Там Помпея окружили военачальники Марка Антония, и Кассий перешёл на сторону последнего. Позже он принял активное участие в идеологической борьбе Антония с Октавианом, в частности, распространяя информацию, что последний якобы хочет выдать свою единственную дочь за богатого дакийца Косона. Светоний цитирует одно из писем Кассия, где говорится о якобы низком происхождении Октавиана: «Мать твоя выпечена из муки самого грубого арицийского помола, а замесил её грязными от лихоимства руками нерулонский меняла».
Кассий сражался при Акции в 31 году до н. э. и после поражения флота Антония бежал в Афины. К тому времени он оставался последним из живших убийц Цезаря. В Афинах он и был убит Квинтом Аттием Варом, действовавшим по приказу Октавиана. Валерий Максим рассказывает о предвещавшем это событие страшном сне.

## Литературная деятельность
Кассий Пармский писал элегии, сатиры и эпиграммы. О его творчестве упоминает Гораций в послании к стихотворцу Альбию Тибуллу; Марк Теренций Варрон цитирует трагедию «Брут» некоего Кассия (возможно, Пармского). Тексты всех произведений Гая были утрачены. Автор схолий к Горацию, спутав Квинта Аттия Вара с драматургом Луцием Варом, написал, будто убийца Кассия позже под своим именем опубликовал его трагедию «Фиест».